# Arrondissement administratif de Furnes
Pour les articles homonymes, voir Arrondissement de Furnes.
L'arrondissement administratif de Furnes (en néerlandais et officiellement, Veurne ; en flamand occidental, Veurn) est un des huit arrondissements administratifs de la province de Flandre-Occidentale en Région flamande (Belgique). L’arrondissement a une superficie de 288,19 km2 et possède une population de 61 147 habitants.
Furnes est également le centre d'un arrondissement judiciaire qui couvre également le territoire de l’arrondissement administratif de Dixmude.

## Histoire
Il est l'héritier de l'arrondissement de Furnes créé sous le Premier Empire qui cessa d'exister en tant qu'arrondissement français le 11 avril 1814.

## Communes et leurs sections

### Communes
- Alveringem
- Coxyde (Koksijde)
- La Panne (De Panne)
- Nieuport (Nieuwpoort)
- Furnes (Veurne)

### Sections
- Adinkerke
- Alveringem
- Avekapelle
- Beveren
- Booitshoeke
- Bulskamp
- Coxyde (Koksijde)
- Eggewaartskapelle
- Gijverinkhove
- Furnes (Veurne)
- Hoogstade
- Houtem
- Izenberge
- La Panne (De Panne)
- Leisele
- Les Moëres (De Moeren)
- Nieuport (Nieuwpoort)
- Oeren
- Ostdunkerque (Oostduinkerke)
- Ramskapelle
- Sint-Joris
- Sint-Rijkers
- Steenkerke
- Stavele
- Vinkem
- Wulpen
- Wulveringem
- Zoutenaaie

## Démographie
- Source:Statbel - De:1806 à 1970=recensement de la population au 31 décembre; depuis 1980= population au 1er janvier[1]